# 레본 줄팔라캰
레본 아르세니 줄팔라캰(아르메니아어: Լևոն Արսենի Ջուլֆալակյան, 러시아어: Лево́н Арсе́нович Джулфалакя́н 레본 아르세노비치 줄팔라캰[*], 1964년 4월 5일~)은 소련의 레슬링 선수, 아르메니아의 레슬링 지도자이다. 현역 시절 소련 국가대표 선수로 활약하여 1988년 하계 올림픽 그레코로만형 라이트급에서 금메달을 획득했다. 은퇴 후 아르메니아 그레코로만형 레슬링 국가대표팀 감독과 아르메니아 국가 올림픽 위원회 임원 등을 역임했다.